# Tim Maurice-Jones
Tim Maurice-Jones est un directeur de la photographie britannique.

## Biographie
En plus de sa carrière cinématographique, Tim Maurice-Jones a également travaillé sur de nombreux clips d'artistes tels quel Madonna (Sorry), The Prodigy (Baby's Got a Temper), Mariah Carey (We Belong Together), Massive Attack (Protection), Björk (Human Behaviour et Isobel) ou Fatboy Slim (Ya Mama).

## Filmographie
- 1994 : A Feast at Midnight de Justin Hardy
- 1998 : Arnaques, Crimes et Botanique (Lock, Stock and Two Smoking Barrels) de Guy Ritchie
- 2000 : Snatch : Tu braques ou tu raques (Snatch) de Guy Ritchie
- 2001 : Human Nature de Michel Gondry
- 2004 : Envy de Barry Levinson
- 2005 : Revolver de Guy Ritchie
- 2005 : Obscénité et Vertu (Filth and Wisdom) de Madonna
- 2009 : White Lightnin' de Dominic Murphy
- 2012 : La Dame en noir (The Woman in Black) de James Watkins
- 2013 : Kick-Ass 2 de Jeff Wadlow
- 2022 : 355 (The 355) de Simon Kinberg
- 2023 : Expendables 4 (The Expendables 4) de Scott Waugh